# Joseph Calleja
Joseph Calleja (Taylor, Michigan, 9 november 1974 - 16 november 2000) was rapper bij Kid Rock & The Twisted Brown Trucker Band. Calleja leed aan een groeiafwijking, die werd veroorzaakt door een chronische autoimmunziekte, genaamd Coeliakie.

## Geschiedenis
Calleja ging naar alle optredens van Kid Rock & The Twisted Brown Trucker Band. Volgens vrienden zette hij altijd een tafel voor het podium, waar hij op stond om alle liedjes mee te zingen. Na een van die optredens vroeg hij aan de zanger, Robert Ritchie (Kid Rock), of hij een joint wilde meeroken. Deze reageerde verbaasd en vroeg naar zijn leeftijd. Calleja antwoordde dat hij 21 was en een van zijn grootste fans.
Bij het volgende optreden riep Kid Rock hem op het podium om een liedje mee te zingen, het sloeg aan en toen zat Calleja onder de naam Joe-C ook bij de band.

## Zijn ziekte
Calleja leed aan Coeliakie, een ziekte die het innerlijke aantast. Ook had hij erge problemen met zijn spijsvertering. Daardoor moest hij ongeveer 65 pillen per dag slikken en lag hij 's nachts aan een infuus.

## Zijn dood
Calleja overleed op 16 november 2000, op 26-jarige leeftijd. Kid Rock gaf hier de volgende reactie op: We have lost part of our family. Family and friends are everything. Without them, all of the fame and fortune means nothing. Joe gave us and the world his love. He brought a smile to everyone who has ever known or seen him. In a world full of confusion, Joe made all of us laugh. No matter what color, religion, race, or beliefs we have, he made us all smile. He gave us the gift of joy. Joe, thank you. We will never forget you. We love you.

## Discografie

### Albums
| Album met eventuele hitnotering(en) in de Nederlandse Album Top 100 | Datum van verschijnen | Datum van binnenkomst | Hoogste positie | Aantal weken | Opmerkingen                                 |
| ------------------------------------------------------------------- | --------------------- | --------------------- | --------------- | ------------ | ------------------------------------------- |
| Be my love - A tribute to Mario Lanza                               | 2013                  | 09-02-2013            | 64              | 1*           | met BBC Concert Orchestra & Steven Mercurio |

- Library of Congress Control Number: no2007030250
- MusicBrainz: 2f2164a8-f50c-48d9-8aa7-81e1c1cb2fd4
- Virtual International Authority File: 21915103
- WorldCat: E39PBJc3FTBKgcCqwyXctbcwYP